# 米子ガス
- 米子ガス
- 米子瓦斯

米子ガス株式会社（よなごガス、英: YONAGO GAS Co.Ltd.、登記上の商号: 米子瓦斯株式会社）とは、米子市を供給対象地域とする一般ガス事業者である。

## 概要

### 歴史
昭和5年（1930年）米子瓦斯株式会社創立（米子市東町71番地）。昭和5年（1930年）11月都市ガス供給開始508戸。今日からみるとその需要はまだ極めて低いものであったが、近代的都市生活に欠かせないものとして将来の発展が約されていた産業であったといえる。
昭和52年（1977年）11月旗ヶ崎新工場に落成移転（米子市旗ヶ崎2200番地）。

### 役員
- 代表取締役会長 - 宇野松人[1]
- 取締役 - 角田章[1]、豊嶋文章[1]、野田荘一郎[1]、並河元[1]。
- 監査役 - 小田良子[1]、深田拡慶[1]。

### 事業内容
- ガス・熱・電気の供給[1]
- 液化石油ガス・液化天然ガスの販売[1]
- ガス機器・厨房機器・空調機器等の販売、修理、保守[1]
- 管工事・機械器具設置工事等の設計、施工、監理[1]

### 関係会社
- 米子ガス産業株式会社[1]
- 株式会社米子ガスクリエイティブ[1]
- 株式会社YS天然ガスセンター[1]